# Юра (острів)
Ю́ра (Гіура, Геронтія, грец. Γιούρα) — острів у західній частині Егейського моря, належить до островів Північні Споради. Територіально належить до муніципалітету Алонісос ному Магнісія периферії Фессалія.
На острові знайдено неолітичну та мезолітичну стоянки. Зараз острів незаселений, останній житель тут був зареєстрований в 1991 році.